# Villino Barattia
Le villino Barattia est une villa art nouveau située dans la commune de Parella au Piémont.

## Histoire
Le villino (« petite villa » en italien) fut construit comme dépendance dans le parc de villa Barattia à la demande de Giacomo Barattia, entrepreneur actif dans l'édition et l'industrie papetière. Le projet fut probablement conçu par l'ingénieur Giovanni Ferrando, actif à Turin, Borgofranco et Lessolo.

## Description
L'inmeuble repropose le style d'un cottage anglais, une véritable exception dans le panorama architectural du Canavais.